# Risråttor
Risråttor (Oryzomys) är ett släkte gnagare i familjen hamsterartade gnagare (Cricetidae) som förekommer i Amerika. De är alltså inte närmare släkt med de egentliga råttorna (Rattus).

## Kännetecken
Risråttor når en kroppslängd mellan 9 och 20 cm, en svanslängd mellan 8 och 25 cm samt en vikt mellan 40 och 80 gram. Pälsen är grov men inte taggig. Den har på ovansidan en gråbrun färg och är på undersidan vitaktig eller ljusbrun. Svansen är bara glest täckt med hår.

## Utbredning och habitat
Dessa gnagare förekommer i Amerika från centrala USA till norra Argentina, de flesta arterna finns i Centralamerika och norra Sydamerika. Habitatet varierar mellan skogar, träskmark, gräsmark och klippiga bergstrakter med buskar.

## Levnadssätt
För de flesta arterna är levnadssättet okänt. Mera bekant O. palustris är som bygger bon av gräs och som kan vara aktiv på dagen eller på natten. I torra regioner gräver den underjordiska bon. Dessutom har arten bra simförmåga och hittar födan delvis i vattnet.
Allmänt utgörs födan av gräs, frön, frukter samt även insekter, kräftdjur och små fiskar.
Honan kan para sig flera gångar per år och efter 25 till 28 dagars dräktighet föds två till fem ungar per kull.

## Risråttor och människar
De flesta arterna är inte sällsynta och de betraktas ofta som skadedjur när de äter odlade växter. Några arter är hotade enligt IUCN:s rödlista. Två arter som var endemiska på öar är redan utdöd: O. curasoe (på Curaçao) och O. nelsoni (på Islas Marías).

## Systematik

### Med ett enda släkte
Risråttornas systematik och antalet arter är omstridd. Wilson & Reeder (2005) skiljer mellan 43 arter:
- Oryzomys albigularis i bergstrakter i Panama och norra Peru.
- Oryzomys alfaroi från Mexiko till Ecuador.
- Oryzomys angouya lever i södra Brasilien, Paraguay och norra Argentina.
- Oryzomys auriventer finns i Ecuador och Peru.
- Oryzomys balneator individer hittades i Ecuador och norra Peru, allmänt är utbredningsområdet okänt.
- Oryzomys bolivaris lever i Honduras och Ecuador.
- Oryzomys caracolus är endemisk i norra Venezuela.
- Oryzomys chapmani förekommer i bergstrakter i östra och södra Mexiko.
- Oryzomys couesi finns från södra USA över Centralamerika till Colombia.
- Oryzomys curasoae var endemisk på ön Curaçao, antas vara utdöd. Listas sedan 2015 som synonym till Oryzomys gorgasi.
- Oryzomys devius lever i Costa Rica och västra Panama.
- Oryzomys dimidiatus förekommer i sydöstra Nicaragua.
- Oryzomys emmonsae finns i centrala Brasilien, beskrevs först 1998 som art.
- Oryzomys galapagoensis är endemisk på Galapagosöarna och listas som sårbar.
- Oryzomys gorgasi lever endast i nordvästra Colombia och listas som akut hotad.
- Oryzomys hammondi förekommer bara i nordvästra Ecuador.
- Oryzomys keaysi finns i östra Peru.
- Oryzomys lamia är endemisk för ett mindre område i centrala Brasilien.
- Oryzomys laticeps lever i södra Brasilien.
- Oryzomys legatus förekommer i östra Anderna från Bolivia till norra Argentina.
- Oryzomys levipes lever i skogar i Peru och Bolivia.
- Oryzomys macconnelli finns i regnskogen i norra Sydamerika.
- Oryzomys maracajuensis hittades i södra Brasilien och beskrevs 2002 som art.
- Oryzomys marinhus är endemisk för den brasilianska delstaten Goiás och beskrevs 2003 som art.
- Oryzomys megacephalus förekommer i Sydamerika från Venezuela till Paraguay.
- Oryzomys melanotis finns i västra Mexiko.
- Oryzomys meridensis lever endast i västra Venezuela.
- Oryzomys nelsoni är eller var endemisk på Islas Marias väster om Mexiko, utrotades troligen av introducerade katter.
- Oryzomys nitidus finns i östra Peru, östra Bolivia och västra Brasilien.
- Nordamerikansk risråtta (Oryzomys palustris) förekommer i södra och östra USA. Är mera känt än de andra arterna. Populationen på Florida Keys listades tidigare som självständig art, O. argentatus.
- Oryzomys perenensis lever i östra Anderna från Colombia till Bolivia.
- Oryzomys polius är endemisk för norra Peru.
- Oryzomys rhabdops finns på högplatå i södra Mexiko och Guatemala.
- Oryzomys rostratus lever i skogar från Mexiko till Nicaragua.
- Oryzomys russatus förekommer i södra Brasilien, Paraguay och norra Argentina.
- Oryzomys saturatior finns i skogar på bergstrakter från Mexiko till Nicaragua.
- Oryzomys scotti hittades i centrala Brasilien och beskrevs 2002 som art.
- Oryzomys seuanezi är endemisk för sydöstra Brasilien. Är enligt IUCN ett synonym till Hylaeamys laticeps.
- Oryzomys subflavus hittades i östra Peru, östra Bolivia och östra Brasilien, utbredningsområdets utsträckning är okänt.
- Oryzomys talamancae förekommer från Costa Rica till Ecuador.
- Oryzomys tatei lever endast i Ecuador.
- Oryzomys xanthaeolus finns i Ecuador och Peru.
- Oryzomys yunganus förekommer i regnskogar i Amazonområdet.

Vissa taxonomiska av handlingar räknar även Galapagosrisråttor (Nesoryzomys) och släktet Melanomys till risråttorna.

### Uppdelning i flera släkten
Enligt en studie av Weksler et al. (2006) är risråttor ingen monofyletisk grupp. Här framhållas att vissa arter är närmare släkt med andra gnagare från nya världen än med de andra risråttorna. Forskarlaget introducerade tio nya släkten:
- Aegialomys (för O. xanthaeolus och besläktade arter)
- Cerradomys (för O. subflavus och besläktade arter)
- Eremoryzomys (för O. polius)
- Euryoryzomys (för O. nitidus och besläktade arter)
- Hylaeamys (för O. megacephalus och besläktade arter)
- Mindomys (för O. hammondi)
- Nephelomys (för O. albugularis och besläktade arter)
- Oreoryzomys (för O. balneator)
- Sooretamys (för O. angouya)
- Transandinomys (för O. bolivaris och O. talamancae).

I släktet Oryzomys blir bara ett fåtal arter kvar, till exempel O. palustris och O. cuesi. Sex arter överföras till släktet Handleyomys som etablerades tidigare.